# Orthostichella welwitschii
Orthostichella welwitschii là một loài Rêu trong họ Meteoriaceae. Loài này được (Duby) B.H. Allen & Magill mô tả khoa học đầu tiên năm 2007.